# 斯科爾采尼鄉 (普拉霍瓦縣)
45°05′35″N 25°50′55″E / 45.09306°N 25.84861°E
斯科爾采尼鄉（羅馬尼亞語：Comuna Scorțeni, Prahova），是羅馬尼亞的鄉份，位於該國中南部，由普拉霍瓦縣負責管轄，處於布加勒斯特以北80公里，每年平均降雨量1,122毫米，海拔高度341米，2007年人口6,195。